# Viaplay Group
Die Viaplay Group AB ist ein schwedisches Medien- und Unterhaltungsunternehmen mit Hauptsitz in Stockholm.
Das pan-nordische Unternehmen betreibt die Video-Streaming-Dienste Viaplay und Viafree, werbefinanzierte Fernseh- und Radiokanäle, die V-Pay-TV-Kanäle und mehr als 30 Produktionsfirmen.

## Geschichte
Im März 2018 leitete das in Stockholm ansässige Unterhaltungsunternehmen Modern Times Group (MTG) einen Prozess zur Aufteilung in zwei Unternehmen ein, indem es die damaligen Geschäftsbereiche Nordic Entertainment und MTG Studios sowie Splay Networks in ein neues Unternehmen ausgliederte. Dies wurde eingeleitet, nachdem der dänische Telekommunikationsbetreiber TDC A/S, der einen Monat zuvor vorgeschlagen hatte, diese Vermögenswerte zu kaufen, selbst vom australischen Private-Equity-Investor Macquarie Group übernommen worden war. Anders Jensen, Executive Vice President und CEO von MTG bei Nordic Entertainment, wurde zum Präsident und CEO der NENT Group ernannt.
Die NENT Group operiert seit dem 1. Juli 2018 als eigenständiges Unternehmen. Seit 28. März 2019 werden die Aktien der Nordic Entertainment Group an der Nasdaq Nordic gehandelt.
Die NENT Group beteiligte sich am Picturestart-Studio von Erik Feig und gab beim Start von Picturestart im Mai 2019 einen ersten Einblick in die nordischen Rechte an seinen Inhalten.

## Geschäftsfelder

### Werbefinanziertes Fernsehen (Free-TV)
Die Nordic Entertainment Group betreibt werbefinanzierte Kanäle in Skandinavien. In der Regel besteht die Portfoliostruktur für diese Kanäle aus einem Primärkanal (TV3) und dann aus Sekundärkanälen (TV6, TV3+ usw.). Diese Kanäle generieren hauptsächlich Werbeeinnahmen und werden als Free-TV klassifiziert, aber ein Großteil der Skandinavischen Free-TV-Kanäle sind verschlüsselt und unterliegen Entschlüsselungsgebühren.
Sender
| Kanaltyp       | Schweden                | Norwegen   | Dänemark                         |
| -------------- | ----------------------- | ---------- | -------------------------------- |
| Primärkanal    | - TV3                   | - TV3      | - TV3                            |
| Sekundärkanal  | - TV6 (unverschlüsselt) | - Viasat 4 | - TV3+                           |
| Weitere Kanäle | - TV8 - TV10            | - TV6      | - TV3 Puls - TV3 Max - TV3 Sport |

### Pay-TV-Sender

#### TV-Dienste
Die Nordic Entertainment Group betreibt die V-Pay-TV-Kanäle (bis Juni 2020 Viasat).
Die in den verschiedenen skandinavischen Ländern verfügbaren Sportkanäle unterscheiden sich etwas in Abhängigkeit von unterschiedlichen Rechten für unterschiedliche Märkte und unterschiedlichen Geschäftsvereinbarungen.
Die Nordic Entertainment Group betreibt Viaplay, einen Streaming-Dienst in den nordischen Ländern.
Viafree - ein kostenloser Streaming-Dienst in Dänemark, Finnland, Norwegen und Schweden.

#### Skandinavien
Die folgenden Kanäle sind in allen skandinavischen Ländern verfügbar:
- V film premiere (früher bekannt als Viasat Film Premiere) (SD/HD)
- V film action (früher bekannt als Viasat Film Action) (SD/HD)
- V film family (früher bekannt als Viasat Film Family)
- V film hits (früher bekannt als Viasat Film Hits)
- V series (außer Finnland, früher bekannt als Viasat Series) (SD/HD)
- V sport 1  (außer Dänemark, früher bekannt als Viasat Sport 1) (SD/HD)
- V sport golf (außer Schweden, früher bekannt als Viasat Golf) (SD/HD)
- V sport hockey (außer Norwegen und Dänemark, früher bekannt als Viasat Hockey) (SD/HD)
- V sport ultra HD (früher bekannt als Viasat Ultra HD) (UHD)

Diese Kanäle sind nur in Schweden verfügbar:
- V sport football (früher bekannt als Viasat Fotboll und als Viasat Sport 2) (SD/HD)
- V sport motor (früher bekannt als Viasat Motor und als Viasat Sport 3) (SD/HD)
- V sport premium (früher bekannt als Viasat Sport Premium HD) (HD)
- V sport extra

Diese Kanäle sind nur in Norwegen verfügbar:
- Viasport (SD/HD)
- V sport 2
- V sport 3
- V sport +

Diese Kanäle sind in Dänemark verfügbar:
- V sport live

Diese Kanäle sind in Finnland verfügbar:
- V sport urheilu (früher bekannt als Viasat Urheilu) (HD)
- V sport jalkapallo (früher bekannt als Viasat Jalkapallo) (HD)
- V sport jääkiekko (früher bekannt als Viasat Jääkiekko) (HD)
- V sport football (früher bekannt als Viasat Fotboll und als Viasat Sport 2) (SD/HD)
- V sport premium (früher bekannt als Viasat Sport Premium HD) (HD)
- V sport live 1-5

### Hörfunk
Viasat besitzt mehrere Funknetze und Sender in Schweden und Norwegen:
- Rix FM, nationales Netzwerk in Schweden
- Star FM, nationales Netzwerk in Schweden
- Bandit Rock, Station in Stockholm und Uppsala
- Power Hit Radio, Sender in Stockholm
- P4 Radio Hele Norge, nationales Netzwerk in Norwegen (DAB+)
- P5 Hits, nationales Netzwerk in Norwegen (DAB+)
- P6 Rock, nationales Netzwerk in Norwegen (DAB+)
- P7 Klem, nationales Netzwerk in Norwegen (DAB+)
- P8 Pop, nationales Netzwerk in Norwegen (DAB+)
- P9 Retro, nationales Netzwerk in Norwegen (DAB+)
- P10 Country, nationales Netzwerk in Norwegen (DAB+)
- P11 Bandit, nationales Netzwerk in Norwegen (Internet)
- NRJ Norway, nationales Netzwerk in Norwegen (DAB+)

- I Like Radio, Streaming-Service[2]

### NENT Studios
Nent Studios umfasst mehr als 30 Produktionsfirmen in 17 Ländern, darunter Strix Television, Paprika Studios, Paprika Latino, Novemberfilm, Redaktörerna, DRG, Monster, One Big Happy Family, Playroom, Rakett, Baluba, Nice Drama, Moskito, Production House, Grillifilms und Gong. Es enthält auch Splay, das größte schwedische MCN (Multi Channel Network) auf YouTube.

### Allente
Allente entstand aus der Fusion von Viasat Consumer und Canal Digital und hat seinen Hauptsitz in Stockholm und Oslo. Die Telenor Group und die NENT Group besitzen jeweils 50 % des Unternehmens und werden mit einem rotierenden Vorstandsvorsitzenden gleichermaßen im Vorstand vertreten sein. Allente bietet in Schweden, Norwegen, Dänemark und Finnland Satelliten- und Glasfaserfernsehen an. Darüber hinaus bietet das Unternehmen Streaming-Dienste und Breitband über das offene Glasfasernetz an.